# Sengon (Jombang)
Sengon is een bestuurslaag in het regentschap Jombang van de provincie Oost-Java, Indonesië. Sengon telt 8211 inwoners (volkstelling 2010).